# Copa Intercontinental (Índia)
A Copa Intercontinental (conhecida como Hero Intercontinental Cup por motivos de patrocínio) é um torneio de futebol de 4 times organizado pela All India Football Federation.. Foi disputado pela primeira vez em 2017, como substituto da Nehru Cup com a primeira edição realizada com o nome de Hero Tri-Nation Series 2017 . O torneio foi organizado pela AIFF como parte da preparação da equipe masculina sênior para a terceira rodada das partidas de qualificação da Copa Asiática de Seleções de 2019 e para a própria Copa da Ásia . Os direitos do nome do torneio foram adquiridos pela Hero MotoCorp, que também patrocina a seleção da Índia. O torneio sucedeu a Nehru Cup, onde o então técnico principal da Índia, Stephen Constantine, revelou que a intenção era realizar um torneio de 4 times com a Índia competindo contra times do Caribe, África e Ásia .

## Resultados
| Ano  | Campeão         | Vice-campeão          | 3º Lugar      | 4º Lugar  |
| ---- | --------------- | --------------------- | ------------- | --------- |
| 2017 | Índia           | São Cristóvão e Neves | Maurícia      | –         |
| 2018 | Índia           | Quênia                | Nova Zelândia | Taiwan    |
| 2019 | Coreia do Norte | Tajiquistão           | Síria         | Índia     |
| 2023 | A definir       | A definir             | A definir     | A definir |